# Welthungerhilfe
Die Welthungerhilfe, offiziell Deutsche Welthungerhilfe e. V., ist eine deutsche Hilfsorganisation der Außenhilfe mit Sitz in Bonn. Seit ihrer Gründung im Jahr 1962 hat sie mit rund 5,07 Milliarden Euro über 12.128 Projekte in rund 72 Ländern Afrikas, Lateinamerikas und Asiens durchgeführt.
Im Jahr 2023 gab es 643 Auslandsprojekte in 36 Ländern, darunter 630 Auslands- und 13 Inlandsprojekte. Der Verein bezeichnet sich als konfessionell und politisch unabhängig und beschäftigte 2023 weltweit 3.678 Mitarbeiterinnen und Mitarbeiter aus 93 Nationen. Der Steuerstatus ist gemeinnützig und mildtätig. Er trägt das Spenden-Siegel des Deutschen Zentralinstituts für soziale Fragen. Im Dezember 2014 wurde die Welthungerhilfe mit World Vision als transparenteste Organisation in Deutschland ausgezeichnet. Die Welthungerhilfe ist seit 2005 Mitglied im Bündnis Entwicklung Hilft.

## Ziele und Prinzipien
Die Organisation hat sich zum Ziel gesetzt, Hunger aus der Welt zu schaffen. Nach dem Grundprinzip Hilfe zur Selbsthilfe unterstützt sie mit lokalen Organisationen Menschen in Entwicklungsländern dabei, sich aus Hunger und Armut zu befreien und nachhaltig zu versorgen. Außerdem möchte die Welthungerhilfe durch Projekte in Deutschland das Bewusstsein für globale Probleme in der deutschen und europäischen Öffentlichkeit und Politik stärken.

## Geschichte
Der Verein wurde 1962 auf Initiative des damaligen Bundespräsidenten Heinrich Lübke als Deutscher Ausschuss für den Kampf gegen den Hunger gegründet. Sie bildete die deutsche Sektion der Freedom From Hunger Campaign, die 1961 vom Generaldirektor der Welternährungsorganisation der Vereinten Nationen, Binay Ranjan Sen, ins Leben gerufen worden war. 1967 erfolgte die Umbenennung in die heutige Bezeichnung.
Ehrenamtliche Vorstandsvorsitzende (Änderung der Amtsbezeichnung im Jahr 2008 zu Präsident) der Organisation waren:
1. 1962–1965: Fritz Dietz
2. 1965–1968: Hans-Joachim von Merkatz
3. 1968–1973: Heinrich Kraut[9]
4. 1973–1984: Claus W. Broicher
5. 1984–1995: Helga Henselder-Barzel
6. 1996–2008: Ingeborg Schäuble
7. 2008–2018: Bärbel Dieckmann (Amtsbezeichnung nach Änderung der Führungsstruktur: Präsidentin)
8. seit 2018: Marlehn Thieme

## Struktur
Seit ihrer Gründung ist der jeweilige Bundespräsident Schirmherr der Organisation. Im Jahr 2008 gab sich der Verein eine neue Führungsstruktur. Präsidentin wurde im November 2018 die Juristin und u. a. Vorsitzende des Rates für Nachhaltige Entwicklung Marlehn Thieme; ihr Stellvertreter ist der Direktor des Zentrums für Entwicklungsforschung der Universität Bonn Joachim von Braun. Organisatorisch wird der Verein von einem siebenköpfigen ehrenamtlichen Präsidium geleitet, das einen hauptamtlichen Vorstand einsetzt. Generalsekretär und Vorstandsvorsitzender ist seit September 2018 Mathias Mogge.

## Finanzierung
Trotz eines schnell anwachsenden privaten Spendenaufkommens seitens der Bevölkerung (2023: 78,7 Millionen Euro) wird die Vereinsarbeit weiterhin mehrheitlich aus öffentlichen Zuwendungen finanziert (2023: 266,5 Millionen Euro). Die größten öffentlichen Geldgeber sind das Auswärtige Amt (AA), das Bundesministerium für wirtschaftliche Zusammenarbeit und Entwicklung (BMZ), das Welternährungsprogramm der Vereinten Nationen (WFP), die Deutsche Gesellschaft für Internationale Zusammenarbeit (GIZ), die Kreditanstalt für Wiederaufbau (KfW) und die EU-Kommission. Abgesehen von diesen Haupteinnahmequellen werden zudem Erträge aus den Posten „Stiftung Welthungerhilfe“ (2023: 0,4 Millionen Euro) und „Zinsen und übrige Erträge“ (2023: 3,7 Millionen Euro) erzielt. Die Einnahmen werden wie folgt genutzt: Der Verwaltungsanteil der Organisation betrug 2023 2,2 %. Weitere 3,8 % flossen 2023 in Werbung und Öffentlichkeitsarbeit. 0,8 % wurden für Kampagnen- und Aufklärungsarbeit aufgewendet, die Projektbegleitung im Ausland (Qualitätssicherung) betrug 2,2 %. Der größte Anteil floss im Jahr 2023 mit 90,8 % direkt in die Projektförderung im Ausland. Der Anteil an Werbe- und Verwaltungskosten wird durch das Deutsche Zentralinstitut für soziale Fragen als niedrig bewertet.

## Aktivitäten
Neben der unmittelbaren Katastrophenhilfe unterstützt die Welthungerhilfe Menschen hauptsächlich in den Bereichen ländliche Entwicklung, Ernährungssicherung. Darüber hinaus werden Projekte zur Wiederherstellung der Basisinfrastruktur (z. B. Schulen, Straßen), die soziale Integration und Bildung, die Stärkung der Zivilgesellschaft, der Gesundheitsvorsorge sowie WASH-Projekte (Wasser, Sanitärversorgung & Hygiene) durchgeführt.
In Deutschland und Europa setzt sich die Welthungerhilfe gemeinsam mit anderen Organisationen kritisch mit der gegenwärtigen Entwicklungspolitik auseinander und wirkt entsprechend auf die staatlichen Stellen ein. Im Jahr 2019 wurde in Deutschland durch 9 verschiedene Projekte das Bewusstsein für globale Probleme in der deutschen und europäischen Öffentlichkeit und Politik gestärkt. Die Inlandsprojekte informieren über die Themen Hunger und Armut und fördern aktives Engagement für eine Welt ohne Hunger. Außerdem veröffentlicht sie z. B. regelmäßig gemeinsam mit dem Kinderhilfswerk terre des hommes unter dem Namen „Kompass“ einen Bericht zur Wirklichkeit der Entwicklungspolitik. Die Welthungerhilfe ist Mitglied im deutschen Dachverband der entwicklungspolitischen Nichtregierungsorganisationen VENRO. Gemeinsam mit dem Netzwerk Alliance2015, einem Verbund von sieben europäischen Hilfsorganisationen, betreibt sie politische Lobbyarbeit auch auf europäischer Ebene. Sie fördert zudem eine zeitgemäße Auseinandersetzung mit entwicklungspolitischen Themen im Schulunterricht durch eine Reihe eigener Materialien und bietet eine Reihe von Mitmachaktionen an.
Ehrenamtliche Helfer unterstützen den Verein mit Veranstaltungen, in denen Spenden für die Projektarbeit eingeworben werden.
Seit 2006 veröffentlicht die Welthungerhilfe jährlich einen Welthunger-Index zur globalen Ernährungslage. Von 2006 bis 2017 wurde der Bericht mit dem Internationalen Forschungsinstitut für Ernährungspolitik herausgegeben. Seit 2007 ist die Organisation Concern Worldwide Mitherausgeber.
Jedes Jahr rund um den Welternährungstag am 16. Oktober stellt die Organisation ihre Arbeit im Rahmen einer „Woche der Welthungerhilfe“ vor. Eröffnet wird die „Woche der Welthungerhilfe“ durch eine Fernsehansprache des Bundespräsidenten, dem Schirmherr der Organisation.

## Transparenz
Das Analysehaus Phineo führte im Jahr 2014 eine Transparenz-Studie durch und testete 50 Spendenorganisationen in verschiedenen Kategorien. Es wurde ermittelt, wie transparent die Organisationen über ihre Strategie, Aktivitäten und Wirkung informierten. Die Welthungerhilfe legt ihre Arbeit auf ihrer Website transparent dar und wurde daraufhin im Dezember 2014 gemeinsam mit der Hilfsorganisation World Vision als transparenteste Organisation in Deutschland ausgezeichnet. Die Welthungerhilfe verpflichtet sich als Unterzeichnerin der Initiative Transparente Zivilgesellschaft in einem bestimmten Format offen zu legen, welche Ziele sie verfolgt, woher die Mittel stammen, wie sie verwendet werden und wer darüber entscheidet. In Form eines Jahresberichts legt die Welthungerhilfe jährlich Rechenschaft ab.